# Металлотионеин

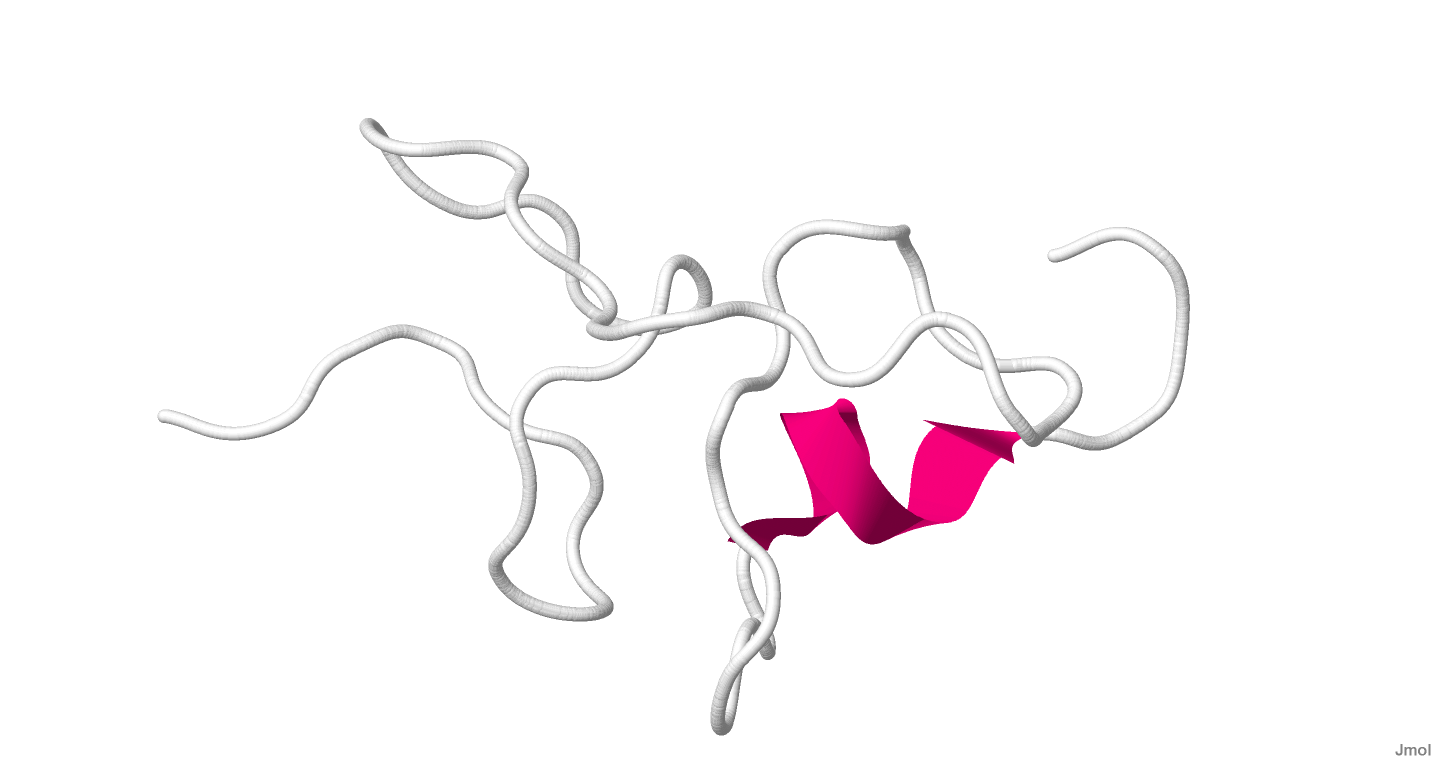
Структура бета-E-домена металлотионеина Ec-1 из пшеницы.

Металлотионеин (англ. Metallothionein) — семейство низкомолекулярных белков с высоким содержанием цистеина. Молекулярная масса варьирует от 500 Да до 14 кДа. Белки локализуются на мембране аппарата Гольджи. Металлотионеины способны связывать как физиологические (цинк, медь, селен), так и ксенобиотические (кадмий, ртуть, серебро, мышьяк и др.) тяжёлые металлы. Связывание тяжёлых металлов обеспечивается наличием тиольных групп остатков цистеинов, которые составляют около 30% от всего аминокислотного состава.
Металлотионеины были обнаружены в 1957 году при выделении белков, связывающих кадмий, из коркового вещества почек лошади. Хотя функции металлотионеинов полностью не выяснены, эти белки участвуют в защите от интоксикации тяжёлыми металлами, играют роль в регуляции физиологических тяжёлых металлов цинка и меди и обеспечивают защиту от окислительного стресса. У человека существует 4 изоформы металлотионеинов: металлотионеины 1, 2, 3 и 4, причём металлотионеин 1 экспрессируется 9 отдельными генами (подтипы A, B, E, F, G, H, L, M, X). Большие количества этих белков синтезируется в печени и почках. Синтез зависит от уровня в пище цинка, меди и селена, а также аминокислот гистидина и цистеина.   